# 世界館 (伊勢市)
世界館（せかいかん）は、かつて存在した日本の映画館。世界舘とも表記した。1894年（明治27年）に芝居小屋蛭子座として開館、1916年（大正5年）に世界館へ改称、映画館となった。2001年（平成13年）時点では、三重県最古の映画館であった。
本項では、世界館を経営していた有限会社世界館についても扱う。

## 歴史
お蔭参りで賑わった伊勢には、江戸時代に浄瑠璃や歌舞伎を上演する常設の芝居小屋が伊勢参宮街道沿いの古市に設けられ、明治時代には伊勢の中心市街地である山田にも芝居小屋が建てられるようになった。そうした中、1894年（明治27年）に田南豊七が発起人となって山田駅前（本町）に芝居小屋「蛭子座」（えびすざ）が開業した。こけら落しは7月20日に東京女俳優阪東鈴吉一座を迎えて行われた。芝居小屋であるが、寄席も行われた。その後、材木業を営む中村六次郎が買収し、1916年（大正5年）に一之木町の新道（しんみち）入り口付近へ新築移転、「世界館」に改称し、映画館として再出発した。
「世界館」の名は、移転先の一之木町にあった「帝国座」に対抗し、その上を行く劇場とするという意気込みを表明したものであった。芝居小屋から映画館に転換したのは、中村六次郎の息子である中村亥三郎（当時17歳）の提案がきっかけである。亥三郎は宇治山田商業学校を卒業後、映画館経営に乗り出し、何事も先に行かねば気が済まない性格から三重県で初めてトーキーの映写機を設置するなど新しい設備を積極的に導入した。当時の映画館は瓦葺き2階建てで建坪は76.5坪（約252.89m2）であった。
1929年（昭和4年）、亥三郎は収容人数1,700余名という三重県最大の劇場に大改築を行った。再び歌舞伎興行ができるように舞台を設け、地下室も備えた劇場となった。同年2月10日の旧正月に映画興行を再開、6月25日には初の舞台公演が行われた。この大劇場は1945年（昭和20年）7月29日の宇治山田空襲により焼失した。
戦後、世界館は再建され興行を再開する。亥三郎は映画館経営の傍ら材木・製紙・化粧品雑貨商も手掛け、三重県興行組合長や保護司、家庭裁判所の調停委員、消防団長を務め、地域の人の信望が厚かった。なお、女優の松岡由利子は亥三郎の孫である。
亥三郎の跡は息子の中村比呂誌が継いだ。直系の親子3代が経営する映画館は三重県唯一の存在であった。1984年（昭和59年）時点では、世界館と第二世界館の2館体制で、ともに平屋建てであった。ほかに伊勢市内には伊勢レック（I・II）とパール劇場（別館は伊勢シネマ）の3館の映画館が営業していたが、企業経営だったのは世界館のみであった。
1995年（平成7年）になるとパール劇場は既に姿を消し、伊勢市の映画館は伊勢レックと世界館の2館となった。1996年版の『映画館名簿』では館名表記が「世界舘」となっている。建物は3階建てになったが、1984年よりも収容人数は減少した。1995年は桑名市にワーナー・マイカル・シネマズ桑名（後にイオンシネマ桑名に改称）が開業し三重県初のシネマコンプレックスが誕生した年であり、以後北中勢でシネマコンプレックスが増加し、既存の映画館、いわゆる「町の映画館」はこうしたシネマコンプレックスの攻勢により、厳しい経営を強いられた。

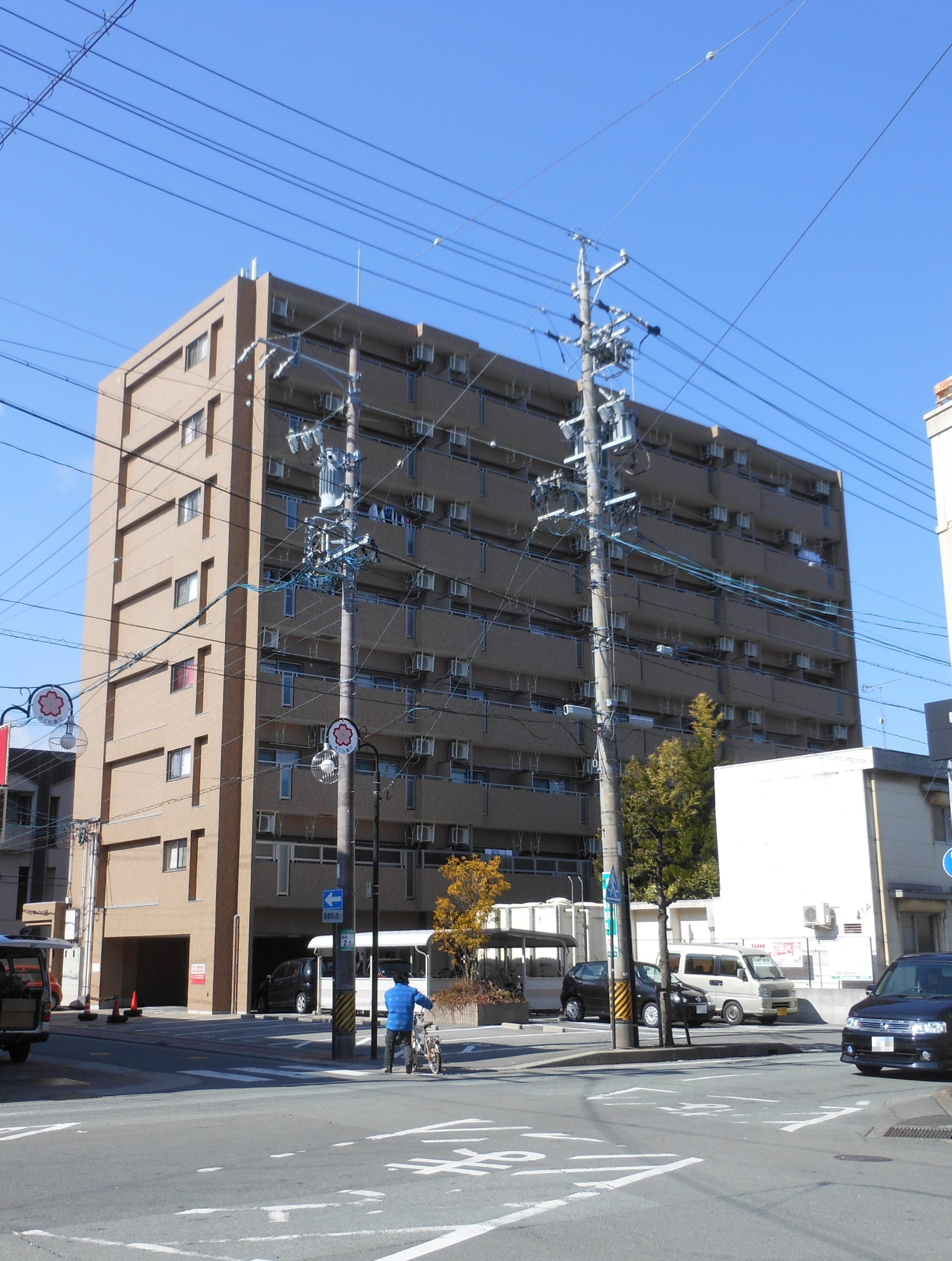
世界館跡地に建つメゾンブローニュ一之木（2014年2月）

そして南勢でも、2001年（平成13年）8月11日にイオンモール明和内に109シネマズ明和が開業。同年12月、支配人の中村比呂誌は朝日新聞の取材に対して「入場料を下げて来場者を増やしたい」と答え、打開を図ったが、2003年（平成15年）に閉館した。閉館後もしばらく建物は残り、伊勢銀座新道商店街の運営で4つの食料品店が出店する「さくら市場」が2003年（平成15年）3月23日に開設された。2006年（平成18年）に建物は取り壊され、跡地は「メゾンブローニュ一之木」というマンションになっている。

## 営業当時の状況
1984年（昭和59年）時点では、本館の「世界館」は400人収容で東宝・松竹系の映画と洋画を上映した。別館の「第二世界館」は100人収容で洋画専門だった。1995年（平成7年）には本館の「世界舘1」は350人収容に縮小し、東宝系映画専門となり、別館の「世界舘2」は130人収容に拡大し、洋画専門のままであった。
- 所在地：三重県伊勢市一之木二丁目9番2号[9][1]（伊勢銀座新道商店街付近[2]）

歴代支配人
1. 中村六次郎[5]
2. 中村亥三郎[5]
3. 中村比呂誌[5]

## 有限会社世界館
有限会社世界館（せかいかん）は、かつて存在した日本の映画興行会社。映画館の経営のみならず、化粧品の小売も手掛けていた。専務取締役の中村元彦は伊勢商工会議所青年部の会員であった。2013年（平成25年）現在、有限会社世界館は消息不明となっている。
- 所在地：三重県伊勢市一之木二丁目9番2号[13]